# Hans-Ulrich Spohn
Hans-Ulrich Spohn (* 23. Januar 1938 in Münsingen) ist ein ehemaliger deutscher Diplomat.

## Leben
Hans-Ulrich Spohn studierte Rechtswissenschaft an den Universitäten in Tübingen und Berlin. Er legte beide juristischen Staatsprüfungen ab und absolvierte ein Ergänzungsstudium an den Universitäten in Straßburg und Nancy. 1967 wurde er an der Universität Nancy mit dem Thema La protection de l'intimité de la personne par le droit de la personnalité en France et en Allemagne zum Doktor der Rechte promoviert. Im Anschluss war er bei der Gesellschaft für Weltraumforschung tätig. 1969 trat er in den Auswärtigen Dienst ein und durchlief den diplomatischen Vorbereitungsdienst. Von 1970 bis 1974 war er an der Botschaft in La Paz, von 1974 bis 1977 als Leiter des Wirtschaftsdienstes an der Botschaft in Lagos und von 1977 bis 1980 in der Zentrale des Auswärtigen Amtes in Bonn tätig. Er wechselte 1980 als Leiter des Wirtschaftsdienstes an die Botschaft in Lissabon und wirkte von 1983 bis 1987 erneut in der Zentrale des AA.
Spohn war von 1987 bis 1990 als Ständiger Vertreter des Botschafters an der Botschaft der Bundesrepublik Deutschland in Santiago de Chile akkreditiert. 1988 recherchierte er in der Umgebung der Colonia Dignidad. 1990 fand Spohn eine diplomatische Erklärung für eine Einlassung von Augusto Pinochet zum deutschen Militär. Im selben Jahr wechselte er als Referatsleiter in die Politische Abteilung des Auswärtigen Amtes.
Ab 1995 war Spohn Botschafter an der Deutschen Botschaft La Paz. Im Anschluss daran übernahm er die Abteilung Brasilien im Auswärtigen Amt. Von 2000 bis 2003 war er Botschafter an der Deutschen Botschaft Buenos Aires. In dieser Funktion bot er 2001 an, das Kernkraftwerk Atucha I für Laufzeitverlängerung durch Siemens ertüchtigen zu lassen. 2003 trat er in den Ruhestand ein.
Seit Januar 2007 ist Spohn mit Harald Ganns, Peter C. Hauswedell Sonderbotschafter für die Einrichtung der Internationalen Organisation für Erneuerbare Energien. Bis 2008 war er Vorsitzender der Deutsch-Lateinamerikanischen Juristenvereinigung TRIANA. Er ist mit der Malerin und Bildhauerin Diana Mendes Pimentel verheiratet und Mitglied der Deutsch-Brasilianischen-Gesellschaft in Rio de Janeiro.
Spohn ist Mitglied der Akademischen Gesellschaft Stuttgardia Tübingen.